# Krepšinio klubas Juventus Utena
Il K.K. Juventus Utena è una società cestistica avente sede nella città di Utena, in Lituania. Fondata nel 1999, gioca nel campionato lituano.

## Roster 2021-2022
Aggiornato al 23 agosto 2021.
|    | Naz.                   | Ruolo | Sportivo            | Anno | Alt. | Peso | Note |
| -- | ---------------------- | ----- | ------------------- | ---- | ---- | ---- | ---- |
| 5  | Lituania (bandiera)    | A     | Tomas Lekūnas       | 1993 | 200  | 100  |      |
| 6  | Lituania (bandiera)    | GA    | Gintautas Matulis   | 1986 | 197  | 94   |      |
| 9  | Lituania (bandiera)    | AP    | Ignas Vaitkus       | 1993 | 196  | 95   |      |
| 10 | Lituania (bandiera)    | P     | Martynas Žvirblis   | 2003 | 193  | 76   |      |
| 13 | Lituania (bandiera)    | G     | Martynas Gecevičius | 1988 | 193  | 93   |      |
| 11 | Lituania (bandiera)    | C     | Redas Šukšta        | 2004 | 209  | 108  |      |
| 12 | Lituania (bandiera)    | C     | Norbertas Giga      | 1995 | 208  | 113  |      |
| 33 | Lituania (bandiera)    | C     | Rokas Gustys        | 1994 | 206  | 115  |      |
| 49 | Lituania (bandiera)    | C     | Mindaugas Kupšas    | 1991 | 217  | 120  |      |
| 88 | Lituania (bandiera)    | AP    | Vytautas Šulskis    | 1988 | 198  | 99   |      |
|    | Stati Uniti (bandiera) | G     | Jaylin Airington    | 1993 | 193  | 86   |      |
|    | Stati Uniti (bandiera) | P     | Patrick Miller      | 1992 | 185  | 86   |      |

### Staff tecnico
| Allenatore: | Žydrūnas Urbonas                  |
| Assistente: | Vidas Ginevičius, Justas Giriūnas |

## Palmarès
- BBL Challenge Cup: 1

2010-11